# Mawsonzee
De Mawsonzee is een randzee van de Zuidelijke Oceaan voor de kust van het Oost-Antarctische Koningin Maryland en Wilkesland. Het strekt zich uit tussen het Shackleton-ijsplateau en de Vincennesbaai. In het westen (95°35'O) ligt de Daviszee, in het oosten de D'Urvillezee. De Mawsonzee is de samenvloeiing van Scottgletscher en Denmangletscher.
De naamgeving is gedaan door Russische wetenschappers. Het is genoemd naar de Australische poolreiziger Douglas Mawson (1882-1958).
De Mawsonzee heeft een oppervlakte van 333.000 km², grotendeels op het continentaal plat. De maximale diepte is ongeveer 1000 meter. De sterk ingesprongen kustlijn is 820 kilometer lang. Aan de kust ligt het Australische onderzoeksstation Casey.